# Xian de Jomda
Le xian de Jomda (江达县 ; pinyin : Jiāngdá Xiàn) est un district administratif de la région autonome du Tibet en Chine. Il est placé sous la juridiction de la préfecture de Qamdo.

## Démographie
La population du district était de 62 485 habitants en 1999.